# ウルトラ怪獣御殿
『ウルトラ怪獣御殿』（ウルトラかいじゅうごてん）は、2012年4月4日から同年6月6日までインターネット配信された日本のウルトラシリーズの特撮映像作品。

## 概要
レオパレス21の入居者向けとして毎週水曜日に独占先行配信された、ショートムービーである。全10話。怪獣たちが暮らす「怪獣御殿」で怪獣たちが掛け合いコメディをする。第1話のみ、ウルトラチャンネル@YouTubeおよびニコニコ特撮でも配信された。
ナレーションはフジアキコ隊員（声 - 桜井浩子）。

## 登場怪獣
怪獣御殿に住んでいる怪獣たち。
- ダダ（A・B・Cの3タイプ登場）
- カネゴン
- レッドキング
- ピグモン
- キングジョー
- ゼットン
- メトロン星人
- ゴモラ
- エレキング

## スタッフ
- 監督・脚本 - 西村喜廣、井口昇
- 音楽 - 宮内國郎、福田裕彦
- 監修協力 - 渋谷浩康
- スーツアクター - 新井宏幸、丸田聡美
- 助監督 - 井上雄介
- 撮影監督 - 長野泰隆
- 撮影助手 - 和田光代
- 撮影技師 - 三木誠
- 照明 - 太田博
- 照明助手 - 灰原隆裕
- 録音・効果 - 高島良太
- 効果応援 - 伊藤克己
- 制作担当 - 内山亮
- キャラクターサポート - 岡野弘之、山部拓也
- 整音スタジオ - スリーエススタジオ
- 効果協力 - スワラ・プロ
- 製作協力 - シネマボルト
- 協力 - やまと家
- 企画協力 - 松山拓史、槇山啓朗、山崎光弘、藤井仁
- プロデューサー - 浅香玲子
- 制作プロデューサー - 西村喜廣、福井真奈
- 解説 - 山中アラタ
- アクション監修 - カラサワイサオ
- VFX - 辻本貴則
- 編集 - 矢船陽介
- 本編集 - 和田剛
- 撮影協力 - レオパレス21
- 製作プロダクション - 西村映造
- 製作・著作 - 円谷プロダクション

## 各話リスト
| 話数   | サブタイトル                             | 登場怪獣                                | 監督・脚本 | 配信開始日   |
| ------ | ---------------------------------------- | --------------------------------------- | ---------- | ------------ |
| 第1話  | ダダVSカネゴン オヤツ争奪戦の巻          | ダダA・B・C カネゴン                    | 井口昇     | 2012年4月4日 |
| 第2話  | レッドキングのお掃除万歳!の巻            | レッドキング ピグモン                   | 井口昇     | 4月11日      |
| 第3話  | ケチケチカネゴン君の巻                   | カネゴン キングジョー                   | 西村喜廣   | 4月18日      |
| 第4話  | ピグモン君テレビをエンジョイの巻         | レッドキング ピグモン                   | 井口昇     | 4月25日      |
| 第5話  | メトロン君、ゴミはちゃんと出しなさいの巻 | ゼットン メトロン星人                   | 西村喜廣   | 5月2日       |
| 第6話  | お腹をこわしたカネゴン君の巻             | キングジョー カネゴン                   | 西村喜廣   | 5月9日       |
| 第7話  | ゼットン、ギターでハッスルの巻           | キングジョー ゼットン                   | 井口昇     | 5月16日      |
| 第8話  | メトロン星人のプレゼントの巻             | メトロン星人 レッドキング               | 井口昇     | 5月23日      |
| 第9話  | ダダの優雅な生活の巻                     | ダダ レッドキング                       | 西村喜廣   | 5月30日      |
| 第10話 | カネゴン君のシッポ運動会の巻             | カネゴン ゴモラ エレキング レッドキング | 西村喜廣   | 6月6日       |